# Base aérienne de Primorsko-Akhtarsk
La base aérienne de Primorsko-Akhtarsk, est une base militaire russe située en Russie, Kraï de Krasnodar, près de la ville de Primorsko-Akhtarsk.

## Historique
C'est une base créé en 1954, c'est la base du 960e régiment d'aviation de chasse de la 1re division d'aviation mixte de la Garde, depuis l'été 2023, des Su-34 y sont stationnés venant de la base aérienne de Morozovsk.
Le 2 juillet 2023, le 22 juin 2024 des Shahed 131 partent de la base pour bombarder l'Ukraine. Le 5 juillet 2024 elle a été endommagée par des drones et des missiles ukrainiens.

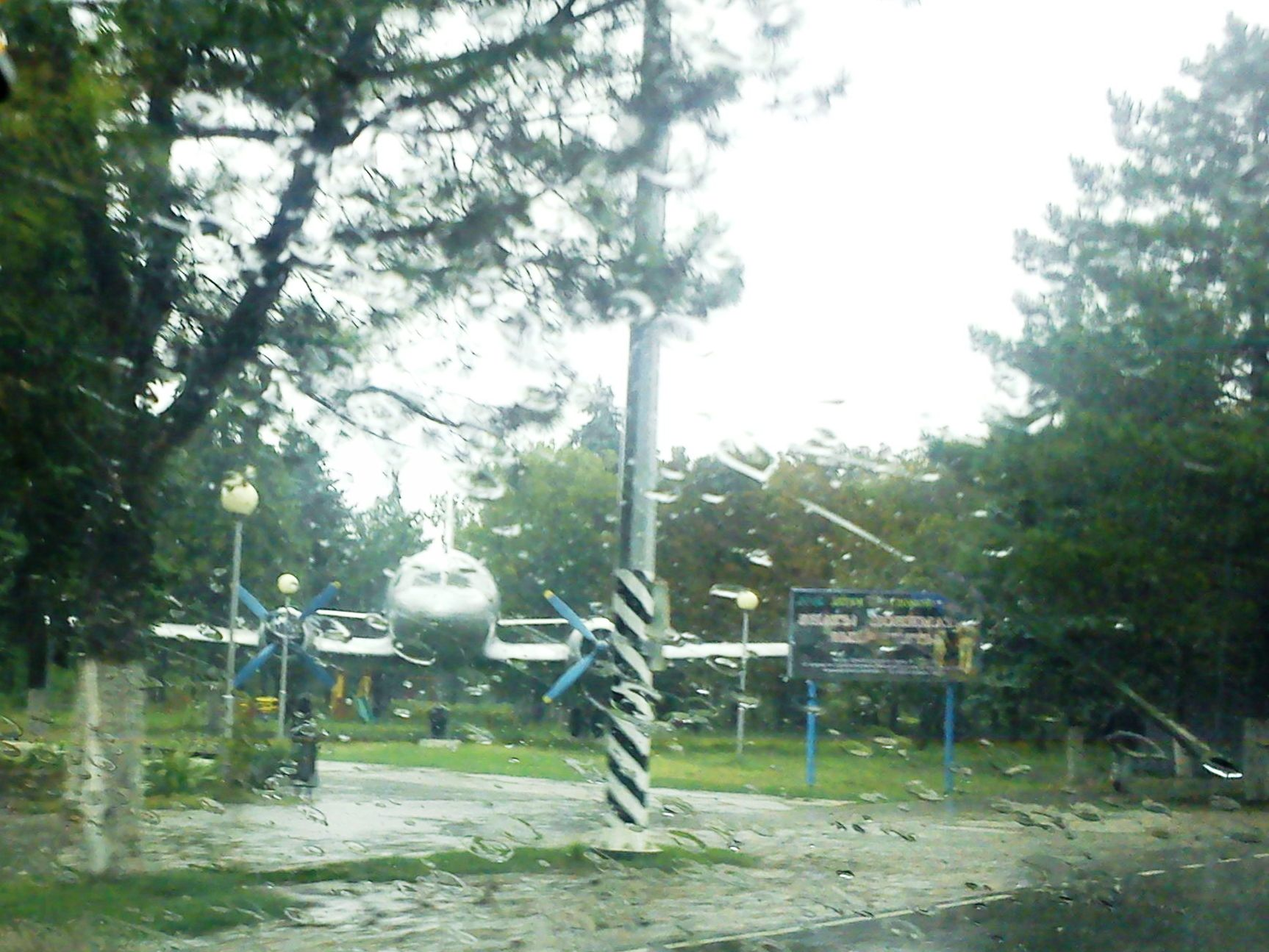
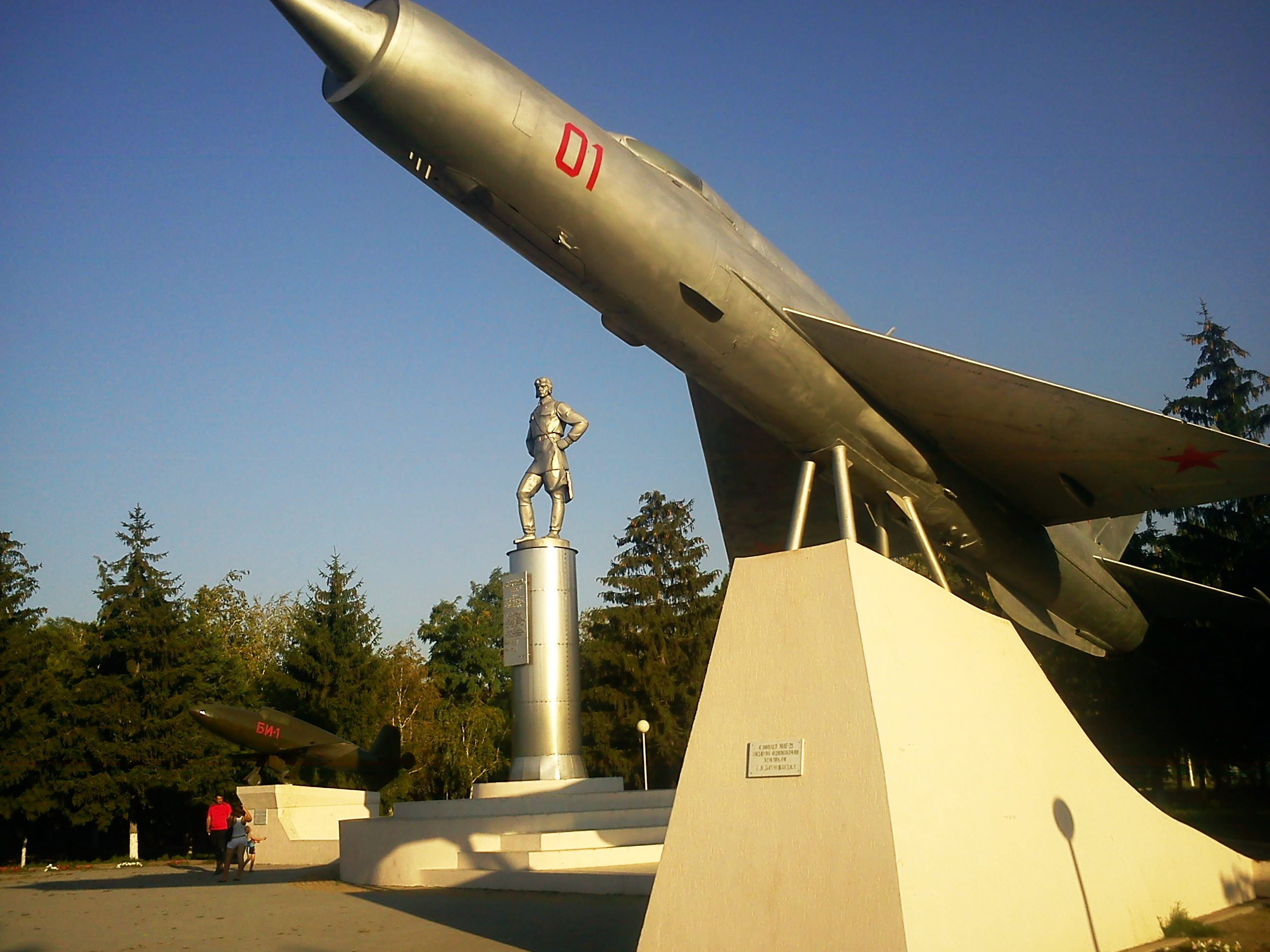